# Anton Joseph Steinbusch

Porträt von Anton Steinbusch

Anton Joseph Steinbusch (* 10. November 1829 in Bardenberg; † 17. April 1883 in Wissen) war ein deutscher römisch-katholischer Gelehrter, Priester, Humanist und Politiker. Von 1859 an war er zehn Jahre lang Rektor (vicarius residens) des Altenberger Doms. Er war der Initiator einer bürgerlichen Heimatzeitung und der späteren Westerwald Bank. Von 1879 bis zu seinem Tod hatte er für die Deutsche Zentrumspartei einen Sitz im Preußischen Abgeordnetenhaus inne.